# Ngôn ngữ học ứng dụng
Ngôn ngữ học ứng dụng là một nhánh của ngành ngôn ngữ học, tập trung vào việc xác định, điều tra và cung cấp các giải pháp cho các vấn đề có liên quan đến ngôn ngữ trong thực tiễn cuộc sống. Ngôn ngữ học ứng dụng bao gồm tất cả các ứng dụng của lý thuyết ngôn ngữ học và là sự tích hợp chuyên môn liên quan đến nhiều ngành học, như ngôn ngữ học, nhân học, tâm lý học và giáo dục học, ngôn ngữ học xã hội và mới đây nhất là ngành công nghệ thông tin.

## Lĩnh vực quan tâm
Các phân ngành của ngôn ngữ học ứng dụng gồm có ngôn ngữ học tâm lý, ngôn ngữ học xã hội, phân tích ngôn từ, ngôn ngữ học ứng dụng 
phê bình, quá trình lĩnh hội ngôn ngữ thứ hai, đa văn hoá học, cũng như những lĩnh vực phát triển tài liệu ngôn ngữ và đào tạo giáo viên. Một số phân ngành của ngôn ngữ học ứng dụng bị những học giả truyền thống chỉ trích là mang tính chất chính trị lộ liễu trong việc nghiên cứu sự liên quan giữa xã hội, ngôn ngữ và ảnh hưởng chính trị. Ngược lại, các nhà nghiên cứu trong những lĩnh vực này lập luận rằng chỉ có thông qua việc phân tích như thế mới có thể thấu hiểu được bản chất tương tác giữa ngôn từ và những ảnh hưởng của nó đối với các xã hội và các nền văn hoá khác nhau.

## Lịch sử
Ngôn ngữ học ứng dụng được ra đời như là một sự phản ứng lại việc thu hẹp phạm vi của quan tâm trong ngôn ngữ học với sự xuất hiện của ngôn ngữ học tạo sinh vào cuối những năm 1950.
Vào thập niên 1950 và 1960, ngành ngôn ngữ học ứng dụng lần đầu tiên quan tâm đến hiện tượng lĩnh hội ngôn ngữ thứ hai, cụ thể là các lỗi sai và việc phân tích tương phản.
Vào thập niên 1970, sau thất bại khi dùng phân tích tương phản làm lý thuyết để tiên đoán các lỗi sai, những nhà ngôn ngữ học ứng dụng bắt đầu chuyển sang dùng lý thuyết ngữ pháp phổ quát của Noam Chomsky để giải thích cho hiện tượng học tiếp ngôn ngữ thứ hai. Trong thập niên 1990, càng có nhiều nhà nghiên cứu hơn bắt tay vào sử dụng các phương pháp nghiên cứu từ ngành tâm lý học nhận thức.
Khoá học thạc sĩ và cử nhân đầu tiên chuyên ngành ngôn ngữ học ứng dụng được thành lập tại Đại học Edinburgh vào năm 1958. Hội nghị quốc tế đầu tiên được tổ chức vào năm 1964 và chính ở đó, Hiệp hội Quốc tế về Ngôn ngữ học ứng dụng (Association Internationale de la Linguistique Appliquée trong tiếng Pháp, viết tắt thành AILA) đã ra đời. Hiệp hội Anh của chuyên ngành này (British Association for Applied Linguistics trong tiếng Anh, viết tắt thành BAAL) được thành lập năm 1965 và mười năm sau thì Hiệp hội Hoa Kỳ (American Association for Applied Linguistics, viết tắt thành AAAL) cũng ra đời. Tờ tạp chí chính của ngành là Applied Linguistics được xuất bản lần đầu tiên vào năm 1980. Các tờ tạp chí lớn trong ngành bao gồm Applied Linguistics, International Journal of Applied Linguistics, The Journal of Applied Linguistics, Second Language Research, Studies in Second Language Acquisition, Modern Language Review, Language Learning, AILA Journal và tờ TESOL Quarterly.